# Église Sainte-Marie-et-Saint-Pierre de Château-Roussillon
Pour les articles homonymes, voir église Sainte-Marie et église Saint-Pierre.
L'église Sainte-Marie et Saint-Pierre de Château-Roussillon est une église romane située sur le site de Château-Roussillon, sur la commune de Perpignan, dans le département français des Pyrénées-Orientales.
L'église Sainte-Marie s'élève au pied de la tour de Château-Roussillon, vestige de l'ancien château médiéval.

## Description
Cet édifice possède un plan original, comprenant deux vaisseaux accolés. La nef septentrionale est assez étroite et est terminée à l'est par une petite abside désaxée. Le vaisseau méridional, à la forme évasée d'est en ouest, est plus large et fermé à l'ouest par une abside plus importante. Un portail en plein cintre s'ouvre au sud, et un clocher-mur s'élève sur le mur occidental. La datation de l'édifice reste difficile : on attribue au XIe siècle la partie nord et les murs sud et ouest, et au siècle suivant le reste de l'édifice.
La chapelle a été inscrite monument historique par arrêté du 9 mai 2012.

## Photographies

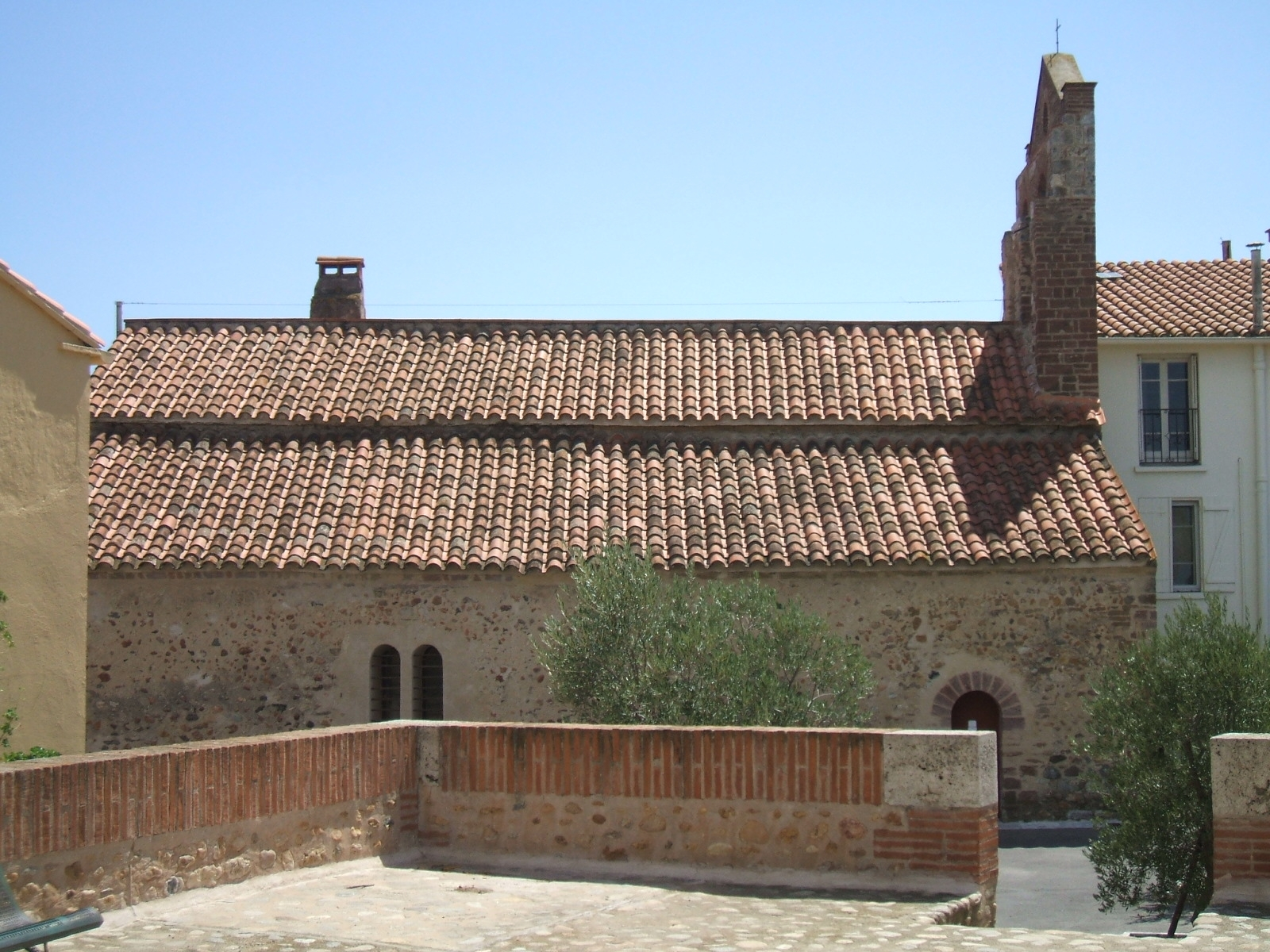
La chapelle : mur nord
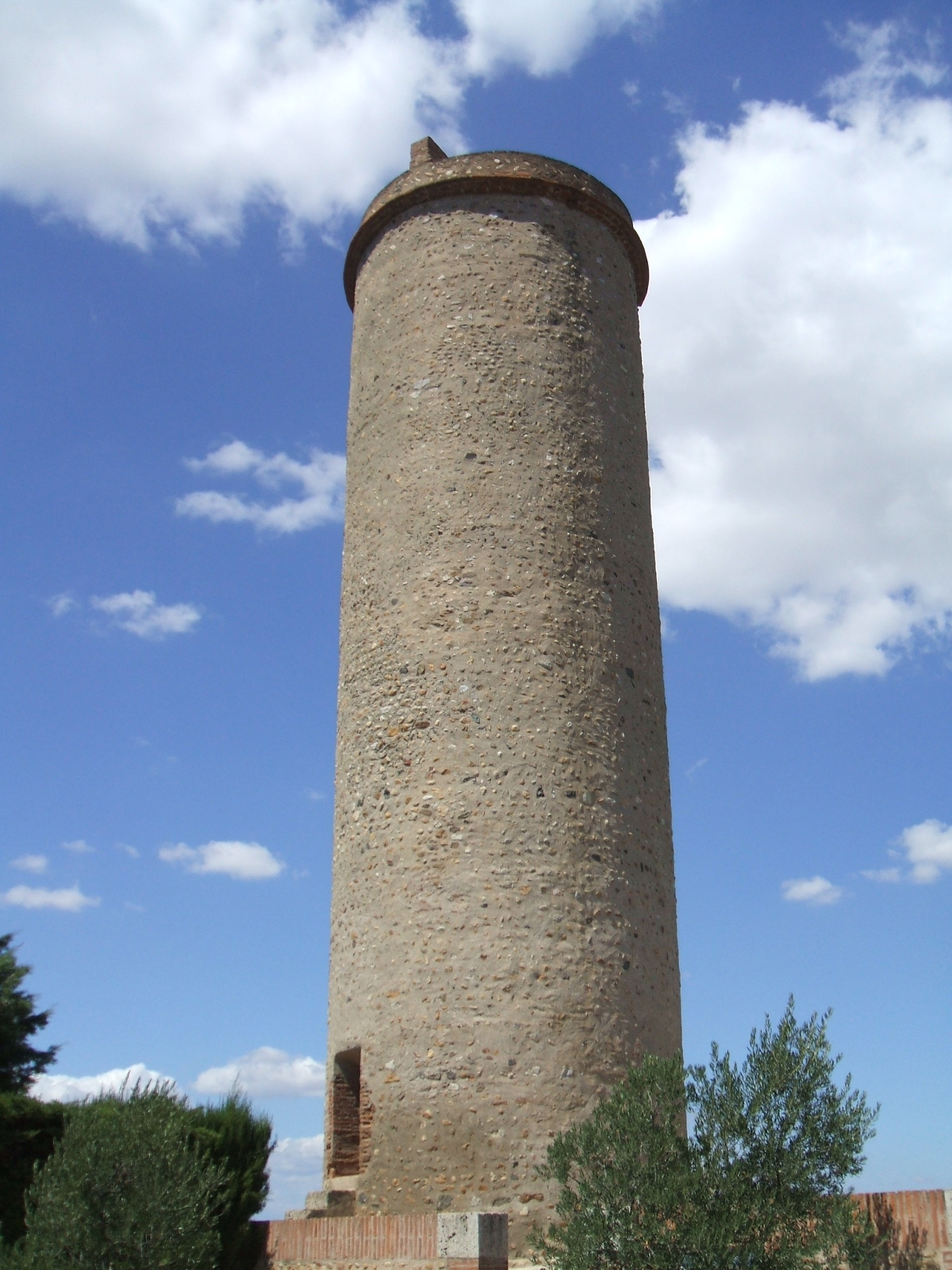
La tour